# Памятник Гарибальди (Таганрог)
Памятник Джузеппе Гарибальди ― монумент в городе Таганрог, посвящённый известному итальянскому революционеру. Возведён в 1961 году.

## Посещение Таганрога Гарибальди
Джузеппе Гарибальди родился в семье моряка и с детства готовился к жизни в море. Став капитаном торгового корабля в 1832 году, он посетил многие порты. Часто его шхуна Клоринда находила пристанище в Таганроге. Есть даже архивные записи о том, что он был оштрафован здесь за контрабанду сигар. Однажды в апреле 1833 года его шхуна, шедшая с грузом апельсинов, была пришвартована и в течение десяти дней находилась в Таганрогском порту. Пока корабль разгружали, молодой капитан прогуливался по улицам города, посещая дома итальянцев, которые жили в Таганроге, и ночуя в маленьких портовых гостиницах. В одном из таких постоялых дворов он встретил Джованни Баттиста Кунео из Онельи, который был политическим эмигрантом и членом подпольного движения Молодая Италия. Позднее Гарибальди описал эту встречу следующим образом: «при любых обстоятельствах моей жизни я всегда продолжал консультироваться с людьми и изучать литературу о возрождении Италии, но до 24 лет все эти усилия были напрасными. Наконец-то однажды в Таганроге я познакомился с лигурийцем, который стал тем, кто смог показать мне реальное положение вещей в этой стране. Я предполагаю, что Колумб никогда не чувствовал себя таким счастливым, открыв Америку, как я чувствовал, что я нахожусь среди людей, которые посвятили свою жизнь освобождению своего Отечества». В Таганроге Джузеппе Гарибальди вступил в общество Молодая Италия и дал клятву посвятить свою жизнь борьбе за освобождение своей родины от австрийского владычества.

## История памятника
В 1961 году в Таганроге в честь Гарибальди была названа одна из улиц, а в районе порта, где однажды стояла его шхуна Клоринда, был установлен обелиск.
Обелиск представляет собой пятиметровую стелу с развевающимся знаменем. Надпись на его обратной стороне гласит:

В 1833 году Джузеппе Гарибальди, находясь в Таганроге, поклялся посвятить свою жизнь делу освобождения и воссоединения своей Родины Италии. Под руководством национального героя Италии Д. Гарибальди страна была освобождена и воссоединена.

На лицевой стороне выгравирована цитата Фридриха Энгельса:

В лице Гарибальди Италия имела героя античного склада, способного творить чудеса и творившего чудеса.

Обелиск в честь визита Гарибальди в Таганроге был торжественно открыт 2 июня 1961 года, к столетию со дня освобождения Италии. Местный художник Яковенко составил проект памятника. Барельеф (профиль итальянского героя и пальмовая ветвь) был подготовлен художником Барановым. В 1986 году барельеф был заменён по техническим причинам, и был установлен новый барельеф авторства Беглова.
Фотография таганрогского памятника был показан на выставке «Герой двух миров: памятники Гарибальди во всём мире», которая открылась в Музее Гарибальди-Меуччи в Нью-Йорке 21 июля 2007 года.
12 сентября 2007 года отреставрированный памятник Джузеппе Гарибальди был открыт во время празднования Дня города и в рамках программы мероприятий, посвящённых двухсотлетию Джузеппе Гарибальди в Таганроге. Аннита Гарибальди-Жалле, внучка итальянского революционера, вместе с представителями итальянского посольства в Москве приняли участие в мероприятии. Цитата Фридриха Энгельса была удалена с лицевой стороны, описание на обратной стороне осталось неизменным.
Это единственный памятник в честь Джузеппе Гарибальди в странах бывшего Советского Союза.

## Фотографии памятника
- Памятник Джузеппе Гарибальди в Таганроге, 2006 год.
- Мемориальная доска на обратной стороне памятника Джузеппе Гарибальди с цитатой из Ф. Энгельса (2007 год).
- Мемориальная табличка на памятнике Гарибальди в Таганроге. Снята в 2008 году в ходе реконструкции памятника. Фотография сделана в 2007 году.